# Lutzův skok
Lutz je krasobruslařský skok, pojmenovaný po Aloisi Lutzovi (1898–1918), rakouském krasobruslaři, který jej v roce 1913 vytvořil. Lutz zemřel v 19 letech na plicní tuberkulózu.
Jedná se o skok z levé nohy na pravou, provedený obloukem vzad. Dvojitý lutz byl poprvé předveden v roce 1926 Karlem Schäferem, trojitý lutz předvedl v roce 1962 kanadský krasobruslař Donald Jackson, v roce 1978 pak tento trojitý skok (jakožto první žena v historii) v soutěži předvedla švýcarská krasobruslařka Denise Biellmannová. V Československu trojitý lutz skákal Ondrej Nepela. První čtverný lutz předvedl v roce 2011 Američan Brandon Mroz, v roce 2018 jej pak jako první žena předvedla Ruska Alexandra Trusovová.
Skok existuje v odhazované variantě v párové soutěžní disciplíně sportovních dvojic.